# 曲陽県 (江蘇省)
曲陽県（きょくよう-けん）は中華人民共和国江蘇省宿遷市にかつて存在した県。現在の沭陽県南東部に相当する。

## 歴史
前漢により東海郡の下に設置された。新の時代に従羊県（じゅうようけん）と改称したが、後漢で戻された。
西晋により廃止されたが、唐代になると621年（武徳4年）に再設置された。625年（武徳8年）に廃止されている。